# Kardași, Putîvl
Kardași (în ucraineană Кардаші) este un sat în comuna Safonivka din raionul Putîvl, regiunea Sumî, Ucraina.

## Demografie
Componența lingvistică a localității Kardași
     Ucraineană (55,06%)
     Rusă (44,94%)
Conform recensământului din 2001, majoritatea populației localității Kardași era vorbitoare de ucraineană (55,06%), existând în minoritate și vorbitori de rusă (44,94%).